# Schandmaul
Schandmaul ist eine deutschsprachige Mittelalter-Folk-Rock-Band aus Gröbenzell bei München.

## Geschichte

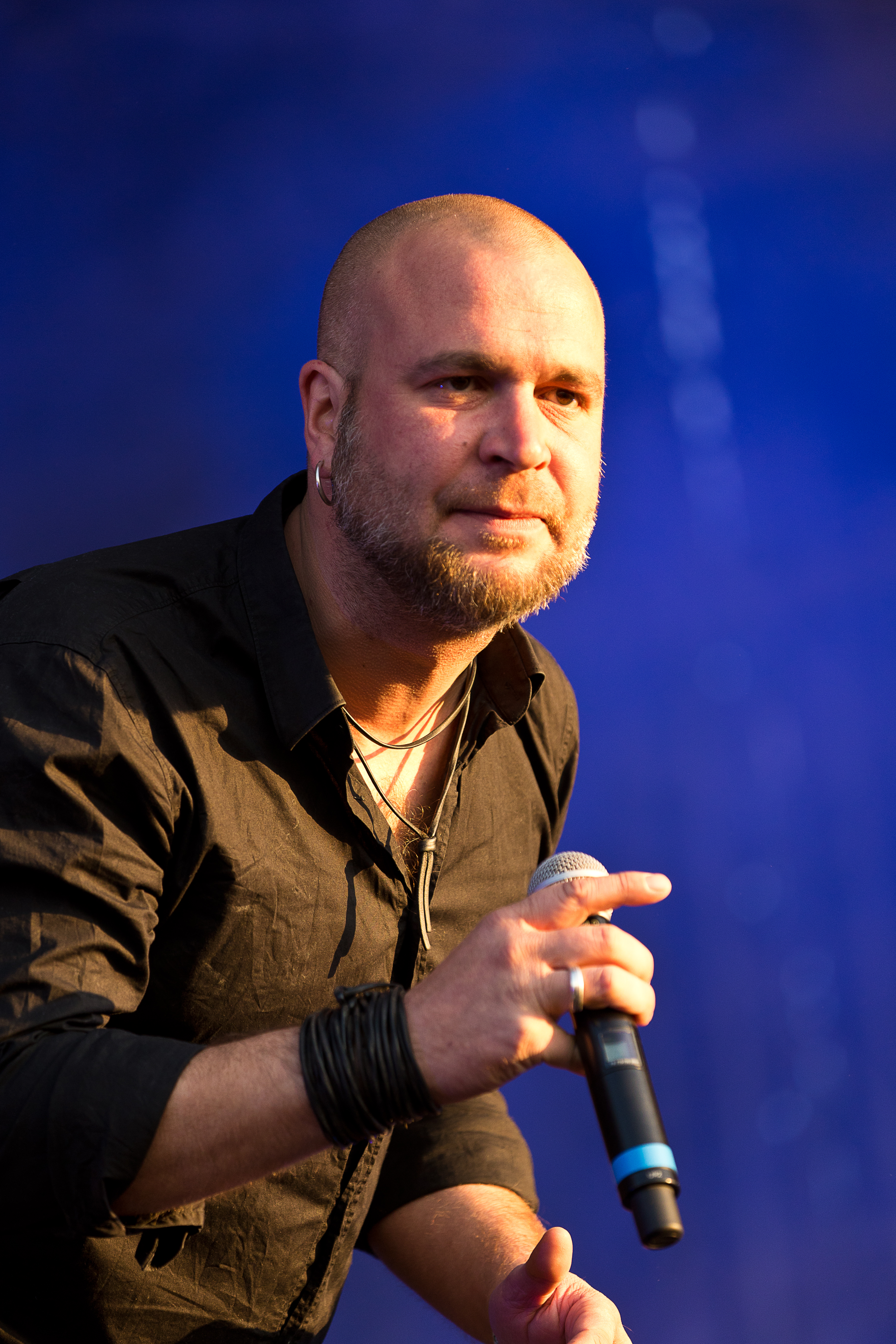
Thomas Lindner auf dem Rockharz in Ballenstedt, 2015

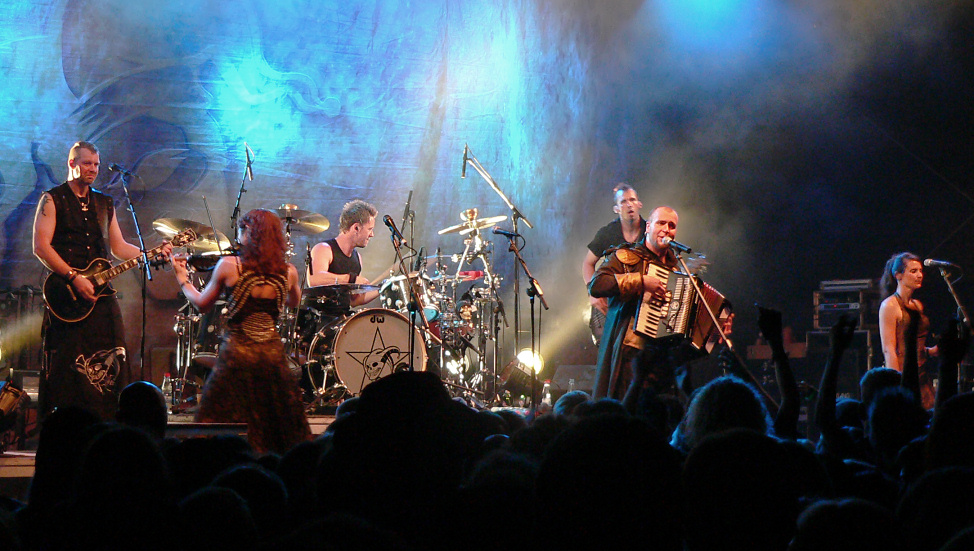
Schandmaul, 2009

Schandmaul wurde im Sommer 1998 von sechs Musikern aus München und Umgebung gegründet. Als erstes eigenes Lied entstand Teufelsweib. Das erste Konzert gab die Band am 14. November 1998 in Gröbenzell in der Kneipe „Die Hexe“. Nach dem Konzert nahmen die Musiker eine CD auf, die am 1. Juni 1999 mit dem Titel Wahre Helden im Eigenvertrieb erschien.
Am 7. Dezember 2000 veröffentlichte die Band das zweite Album Von Spitzbuben und anderen Halunken ebenfalls im Eigenvertrieb. Im selben Jahr begann sie die Zusammenarbeit mit dem Konzertbüro von Extratours. Zudem wurde der Band 2000 der deutsche Folkförderpreis verliehen.
Nach Kontakten mit einer Plattenfirma konnte Schandmaul am 19. Oktober 2001 Von Spitzbuben und anderen Halunken als Remix und am 3. März 2003 Wahre Helden als Album neu veröffentlichen. In dem Jahr ging sie 2001 auf die erste große Tour, mit Konzerten unter anderem auf großen Festivals wie M’era Luna, Zillo, Wave-Gotik-Treffen. Die dritte CD Narrenkönig wurde in einem professionellen Studio aufgenommen und kam am 7. Oktober 2002 auf den Markt. Sie erreichte Platz 70 der deutschen Album-Charts. Bereits im September des Jahres 2002 hatte sich die Band von Hubsi Widmann getrennt, er wurde bei seinem letzten Auftritt mit „Hubsi“-Sprechchören und Standing Ovations verabschiedet (Oktober 2002, Elserhalle München). Neuer Bassist wurde Matthias Richter, der am 22. September 2002 sein Debüt bei Schandmaul in Meschede gab.
Am 23. Juni 2003 erschien die erste Live-CD und -DVD Hexenkessel. Hierzu wurde im Münchner „New Backstage“ ein Konzert aufgezeichnet, bei dem Michael Robert Rhein von In Extremo einen kurzen Auftritt als Gastsänger hatte. Die CD erreichte in den deutschen Album-Charts Platz 52.
Am 26. April 2004 kam Wie Pech & Schwefel in die Plattenläden – das erste Studioalbum mit Matthias Richter am Bass und einem Chart-Erfolg: Platz 13. Eine Tour mit über 80 Festivals und Konzerten im deutschsprachigen Raum folgte. Im selben Jahr trat die Band das erste Mal beim Wacken Open Air auf. Ende des Jahres organisierte die Band zum ersten Mal das „Funkenflug-Festival“ in München. Im folgenden Jahr wurde das bis dato größte Projekt der Band ins Leben gerufen: Eine Akustik-Tour, ohne E-Gitarre, dafür aber mit einem Streichquartett und zusätzlicher Perkussion und schließlich im April 2005 ein Konzert im Münchner Circus Krone, begleitet vom Puchheimer Jugendkammerorchester und unterstützt durch zahlreiche Gastmusiker von anderen Bands (unter anderem Castus und Wim von Corvus Corax an den Sackpfeifen und Oliver Sa Tyr von Faun an der keltischen Harfe, der 2004 mit Birgit Muggenthaler ein Folk-Projekt mit dem Namen Sava auf die Beine gestellt hatte). Dieses Konzert wurde aufgezeichnet und kurz darauf am 25. Juli 2005 unter dem Titel Kunststück als DVD und CD veröffentlicht. Die CD erreichte Platz 12 der Album-Charts, die Live-DVD konnte sogar Platz 3 der DVD-Charts belegen. Für die DVD erhielt die Band 2011 die Goldene Schallplatte. Außerdem kam am 20. Juni 2005 die erste Maxi-Single von Schandmaul mit dem Titel Bin unterwegs in die Plattenläden, mit Live-Aufnahmen vom Circus-Krone-Konzert. Ebenfalls 2005 reaktivierten die männlichen Schandmaulmitglieder zusammen mit Regicide-Keyboarder Heiner Jaspers die Rockband Weto. Weitere Konzerte, teilweise mit einem Streichorchester, aber auch wie gewohnt mit dem Rock-Set folgten; eine Zusammenarbeit mit dem Deutschen Zentrum für Musiktherapieforschung wurde beschlossen.
Am 31. März 2006 erschien ein weiteres Album mit dem Titel Mit Leib und Seele. Dieses Album schaffte es als erstes Schandmaul-Album in die Top 10 der deutschen Albumcharts und erstmals auch in die Charts von Österreich und der Schweiz. Im September 2007 bekam die Band den bayerischen Rockpreis Pick Up für ihr Nachwuchsförderungs-Projekt „Newcomermusic“.
Das Album Anderswelt erschien am 4. April 2008 und stieg auf Platz acht der deutschen Albumcharts ein. Es folgte eine zweimonatige Tournee. Am 14. November 2008 fand ein Jubiläumskonzert zum 10-jährigen Bestehen der Band im Münchner Zenith mit 7.000 Fans statt. Hierbei wurde die Band u. a. von den Gastmusikern Frau Schmitt von Subway to Sally sowie Benni Cellini und Muttis Stolz von der Letzten Instanz unterstützt. Während des dreieinhalbstündigen Konzertes wurden Stücke aus sämtlichen Alben und Phasen ihrer Karriere gespielt. Anlässlich dieses Jubiläumskonzertes wurden die Live-DVD und -CD Sinnfonie aufgenommen, die am 24. April 2009 erschienen. In diesem Jahr wurde Schandmaul für den Musikpreis Echo nominiert.
Eine für das Jahr 2010 ursprünglich geplante Club-Tournee wurde abgesagt. Die Band nahm nach langen und aufwändigen Tourneen eine Auszeit, um in Ruhe ein neues Album zu produzieren, sie gab keine Konzerte. Das Album Traumtänzer erschien, gefolgt von einer Tournee, am 28. Januar 2011 und erreichte mit Platz vier die bis dahin höchste Chartnotierung in der Geschichte der Band.
Am 30. und 31. August 2013 feierte die Band am Kölner Tanzbrunnen ihr 15-jähriges Bestehen mit einem Jubiläumsfestival vor 12.000 Zuschauern, an dem außerdem Saltatio Mortis, Fiddler’s Green, Omnia, Die Kammer, Versengold und Lyriel teilnahmen. Schandmaul selbst traten an beiden Tagen auf, wobei sie am 30. August zusammen mit einem Streichorchester das Kunststück-Konzert aus dem Jahr 2005, ergänzt um mehrere neue Titel, wiederholten und am 31. August eine Rock-Show spielten. Zugleich erschien am 30. August das Best-of-Album So weit – so gut.
Das nächste – in verschiedenen Versionen veröffentlichte – Studioalbum Unendlich mit 15 Titeln erschien am 24. Januar 2014 nach einem Wechsel der Plattenfirma auf dem Universal-Label. Es erreichte Platz 2 der deutschen Album-Charts und wurde für den Echo nominiert. Es war das bis dahin erfolgreichste Album der Band: In Deutschland, Österreich und der Schweiz hatte es von allen Schandmaul-Alben die höchsten Chart-Positionen und war jeweils am längsten in den Charts vertreten. Zudem wurde das Album mit der Goldenen Schallplatte ausgezeichnet. Bei dem Titel „Der Teufel …“ arbeitete Schandmaul mit den Bands Russkaja und Fiddler’s Green und bei der Akustik-Version des Songs „Kaspar“ mit Stefan Dettl, dem Sänger der Band LaBrassBanda, zusammen. Mit dem fast siebenminütigen Lied „Märchenmond“ war der längste Song vertreten, den die Band jemals veröffentlicht hatte. Bereits am 10. Januar war der Titel „Euch zum Geleit“ als Vorab-Single erschienen. Diese wurde hauptsächlich als mp3-Version vertrieben, mit Ausnahme einer streng limitierten, handsignierten Digibook-Ausgabe. Außerdem erschien das erste zum Vertrieb bestimmte Musikvideo, ebenfalls zum Titel „Euch zum Geleit“.
Seit dem Jahr 2013 widmet sich die Band verstärkt dem Produzieren von Kinderliedern im typischen Schandmaul-Stil. Nachdem die Band 2013 auf der Kinderlieder-Kompilation Der Süden rockt! mit einem Coversong vertreten war, wurde im selben Jahr das am 17. Oktober 2014 veröffentlichte Album Schandmäulchens Abenteuer eingespielt, das eine Kinderlieder- und eine Hörspiel-CD sowie eine Bildergeschichte enthält. 2014 steuerte Schandmaul auch einen Coversong zur Kinderlieder-CD Giraffenaffen 3 bei.
Am 17. April 2015 erschien eine neue Version des Unendlich-Albums, die sog. Re-Edition. Diese enthält neben den ursprünglichen Titeln des Albums vier Schandmaul-Titel aus dem Film Mara und der Feuerbringer. Am 4. September 2015 trat die Band vor 12.000 Zuschauern auf der Freilichtbühne der Loreley zum 20-jährigen Bestehen der Band In Extremo bei deren Festival 20 Wahre Jahre auf. Im November und Dezember 2015 unternahm die Band eine Akustik-Tour, bei der sie unter der Bezeichnung „Schandmäulchen“ ihre eigene Vorband war und als solche das Hörspiel und die Musik von Schandmäulchens Abenteuer aufführte.
Im Jahr 2016 begleitete Schandmaul Unheilig auf deren Abschiedstournee. Im Anschluss wurde das Album LeuchtFeuer am 16. September 2016 in mehreren Versionen veröffentlicht. Mit dem Album erreichte die Band erstmals Platz 1 der deutschen Album-Charts. Auf dem Album wirkt die Sängerin Tarja Turunen bei dem Lied „Zu zweit allein“ mit. An dem Lied „Tjark Evers“ ist Heiner Jaspers (Weto, Regicide) als Pianist beteiligt.
Nach einem letzten gemeinsamen Auftritt beim Feuertal Festival am 26. August 2017 verließ Anna Katharina Kränzlein die Band. Bei der „Von Leuchtfeuern und anderen Halunken Tour 2017“ im Herbst/Winter 2017 wurde die Geige vorübergehend von Tobias „Tobi“ Heindl von Fiddler’s Green, der bereits in den Jahren 2012 und 2014 bei Schandmaul ausgeholfen hatte, und daneben von Saskia Forkert vom Trio Ganaim übernommen. Die Drehleier wurde bei der Tour einstweilen von Jessica Kondermann (Krayenzeit) gespielt. Im darauf folgenden Jahr spielten Ally Storch (Subway to Sally), die ebenfalls schon einmal von 2012 bis 2014 als Gast die Geige gespielt hatte, und Saskia Forkert bei den Konzerten sowohl Geige als auch Drehleier. Mit Stephan Groth (Faun) an der Drehleier wurde im selben Jahr das Album Artus eingespielt, das 2019 erschienen ist.
Am 16. und 17. November 2018 feierte die Band ihr 20-jähriges Jubiläumsfestival in Köln. Die Band trat an beiden Tagen auf, wobei sie am 16. November in der ausverkauften Kölner Lanxess-Arena von der Band Fiddler’s Green sowie beim eigenen Konzert von Musikern der Bands Saltatio Mortis, Subway to Sally, Fiddler’s Green, Versengold, Letzte Instanz und Russkaja sowie von Tommy Krappweis unterstützt wurden. Am darauf folgenden Tag trat Schandmaul noch einmal im E-Werk auf. Im Verlauf dieses Konzerts gab die Band bekannt, dass die Geigerin ihrer Vorband Ganaim, Saskia Forkert, nunmehr Schandmaul offiziell als festes Bandmitglied angehöre.
Am 3. Mai 2019 veröffentlichte die Band das Album Artus in mehreren Versionen. Auf der Bonus-CD sind mehrere Titel im orchestralen Gewand enthalten. Ein Mitschnitt des Jubiläumskonzerts vom 16. November 2018 auf DVD ist der limitierten Fanbox des Albums beigelegt.
Am 10. Juni 2022 veröffentlichte die Band das Album Knüppel aus dem Sack auf CD, Vinyl und als digitalen Download. Textlich finden sich mehr gesellschaftskritische Texte und Motive wie Freiheit. Zusätzlich wurde eine auf 500 Stück limitierte Special Deluxe Tow Bag Edition veröffentlicht.
Im Jahr 2023 erkrankte Thomas Lindner an einem Karzinom im Rachenraum. Die Band absolvierte im Jahre 2024 ihre Konzerte mit Gastsängern (Georgij Alexandrowitsch Makazaria von Russkaja und Till Herence, ein langjähriger Wegbegleiter der Band), während Lindner bei den Konzerten Klavier und Gitarre spielte, aber nicht sang. Am 25. April 2025 gab die Band bekannt, dass Lindner auf Grund seiner Erkrankung nicht mehr in der Lage ist zu singen, seine Nachfolge übernahm Till Herence, der ab 2024 die Vertretung übernommen hatte.

## Stil

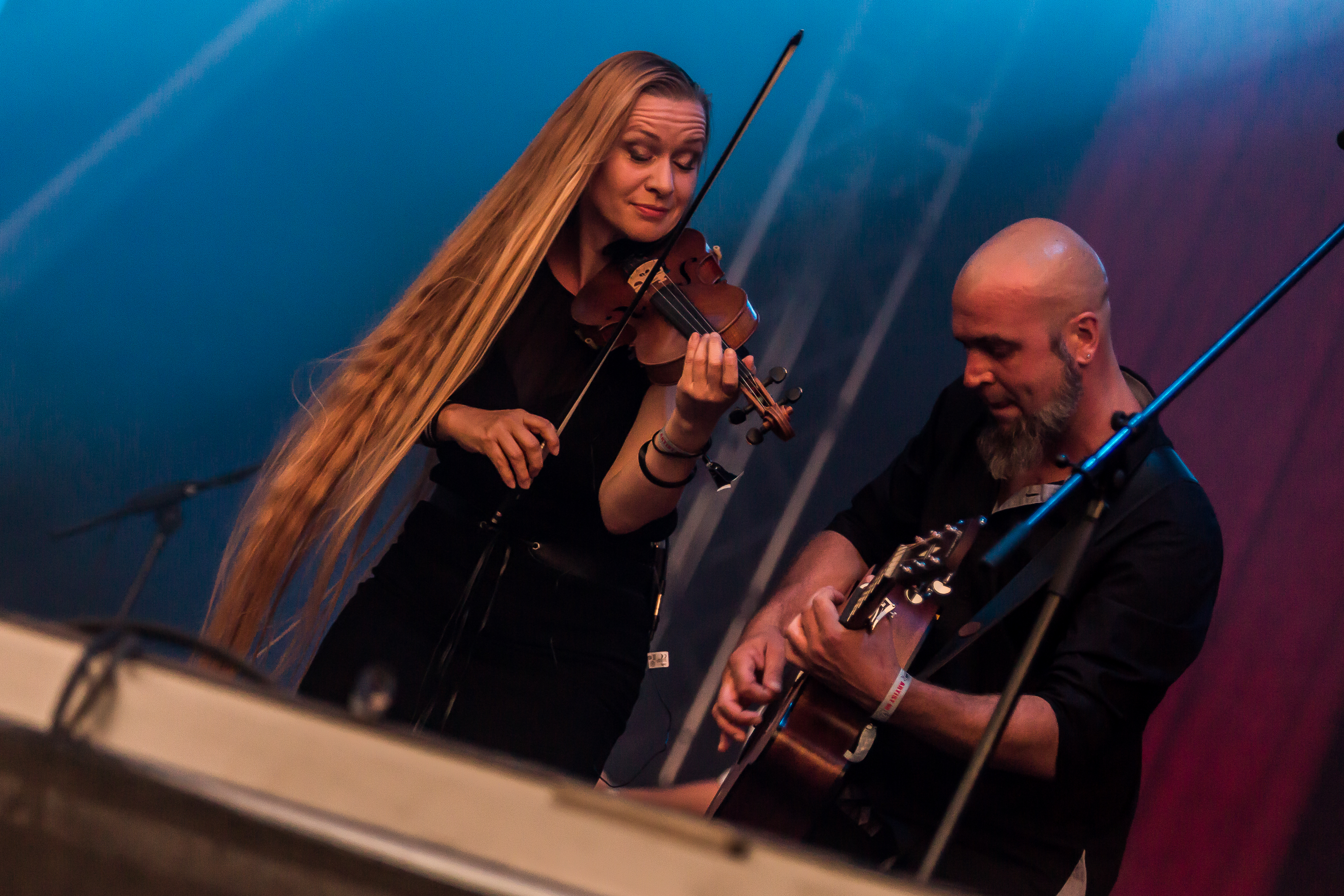
Gastmusikerin Ally Storch und Thomas Lindner auf dem Rockharz 2018

Die Band verwendet neben den klassischen Instrumenten der Rockmusik (Bass, Schlagzeug, akustische und E-Gitarre) verschiedene Instrumente der mittelalterlichen Musik wie Schalmei, Drehleier, Flöte, Pfeife, Dudelsack, Cister und Laute. Weiterhin gehören typische Folkinstrumente, wie Geige und Akkordeon, zum festen Bestandteil ihrer Musik. Die für den Mittelalter-Rock typische Marktsackpfeife findet dagegen keine Verwendung. Schandmaul sehen sich hauptsächlich vom Folk und Rock beeinflusst, das Mittelalter spielt nach eigenem Bekunden eine eher geringe Rolle.
Die Texte sind in deutscher Sprache verfasst und enthalten zuweilen in Syntax und Wortwahl eine mittelalterliche Färbung. Sie erzählen häufig kleine Geschichten, die zumeist in einer mittelalterlichen Welt eingebettet sind. So kommen Könige, Narren, Spielmannsleute (Der Spielmann), bestimmte Artefakte (Der Talisman) oder Wirtshäuser (Trinklied) in den Texten vor. Die Erzählungen muten in diesen Fällen (z. B. auch durch die Erzählweise) wie Märchen oder Sagen an.
Im Laufe der Bandgeschichte haben sich Musikstil und Text gewandelt. Auf den ersten Alben überwiegen musikalisch mittelalterliche und Folk-Instrumente und die Texte sind fast ausnahmslos von mittelalterlicher Färbung. Auf den neueren Alben finden sich nun vermehrt „härtere“ Klänge, was sich beispielsweise in der Benutzung einer dominanteren E-Gitarre ausdrückt. Zudem lässt sich bei den Texten feststellen, dass das Mittelalter-Motiv nicht mehr so häufig explizit den Mittelpunkt bildet und zuweilen auch sprachlich auf die mittelalterlichen Elemente verzichtet wird. Gerade Letzteres mag auch damit zusammenhängen, dass auf neueren Alben alle Bandmitglieder Texte beigesteuert haben.
Auf dem Album „Unendlich“ von 2014 sind erstmals Textpassagen in anderen Sprachen enthalten; konkret sind das: Die namensgebende Zeile „In Nomine“ (Latein) und die Wiederholung des Refrains im Lied „Der Teufel...“ auf Russisch (beigesteuert von der Band Russkaja) und Englisch (Fiddler’s Green) sowie im „Der Teufel 2.4 Internationale Version 2015“ betitelten Musikvideo zusätzlich auf Spanisch (Random), Finnisch (Dark Sarah), Polnisch (Decision), Französisch (Les Forbans D'Armorique), Italienisch (Merendine), Tschechisch (Interitus) und Schwiizerdütsch (Proelium Mortem).

## Diskografie
Studioalben

| Jahr | Titel Musiklabel                                                                             | Höchstplatzierung, Gesamtwochen, AuszeichnungChartplatzierungen (Jahr, Titel, Musiklabel, Platzierungen, Wochen, Auszeichnungen, Anmerkungen) | Höchstplatzierung, Gesamtwochen, AuszeichnungChartplatzierungen (Jahr, Titel, Musiklabel, Platzierungen, Wochen, Auszeichnungen, Anmerkungen) | Höchstplatzierung, Gesamtwochen, AuszeichnungChartplatzierungen (Jahr, Titel, Musiklabel, Platzierungen, Wochen, Auszeichnungen, Anmerkungen) | Anmerkungen                                                          |
| Jahr | Titel Musiklabel                                                                             | DE | AT | CH | Anmerkungen                                                          |
| ---- | -------------------------------------------------------------------------------------------- | --- | --- | --- | -------------------------------------------------------------------- |
| 1999 | Wahre Helden Eigenvertrieb (1999) / F.A.M.E. Artist Recordings (2003)                        | — | — | — | Erstveröffentlichung: 1. Juni 1999 Neuveröffentlichung: 3. März 2003 |
| 2000 | Von Spitzbuben und anderen Halunken Eigenvertrieb (2000) / F.A.M.E. Artist Recordings (2001) | — | — | — | Erstveröffentlichung: 7. Dezember 2000 Remix: 19. Oktober 2001       |
| 2002 | Narrenkönig F.A.M.E. Artist Recordings                                                       | DE70 (1 Wo.)DE | — | — | Erstveröffentlichung: 7. Oktober 2002                                |
| 2004 | Wie Pech & Schwefel F.A.M.E. Artist Recordings                                               | DE13 (6 Wo.)DE | — | — | Erstveröffentlichung: 26. April 2004                                 |
| 2006 | Mit Leib und Seele F.A.M.E. Artist Recordings                                                | DE10 (10 Wo.)DE | AT62 (1 Wo.)AT | CH99 (1 Wo.)CH | Erstveröffentlichung: 31. März 2006                                  |
| 2008 | Anderswelt F.A.M.E. Artist Recordings                                                        | DE8 (15 Wo.)DE | AT43 (3 Wo.)AT | CH44 (3 Wo.)CH | Erstveröffentlichung: 4. April 2008                                  |
| 2011 | Traumtänzer F.A.M.E. Artist Recordings                                                       | DE4 Gold · (11 Wo.)DE | AT10 (5 Wo.)AT | CH36 (3 Wo.)CH | Erstveröffentlichung: 28. Januar 2011 Verkäufe: + 100.000            |
| 2014 | Unendlich Vertigo/Capitol (UMG)                                                              | DE2 Gold · (16 Wo.)DE | AT6 (6 Wo.)AT | CH23 (4 Wo.)CH | Erstveröffentlichung: 24. Januar 2014 Verkäufe: + 100.000            |
| 2016 | LeuchtFeuer Vertigo/Capitol (UMG)                                                            | DE1 (9 Wo.)DE | AT8 (2 Wo.)AT | CH21 (2 Wo.)CH | Erstveröffentlichung: 16. September 2016                             |
| 2019 | Artus Vertigo (UMG)                                                                          | DE2 (10 Wo.)DE | AT11 (2 Wo.)AT | CH20 (1 Wo.)CH | Erstveröffentlichung: 3. Mai 2019                                    |
| 2022 | Knüppel aus dem Sack Napalm Records (UMG)                                                    | DE5 (5 Wo.)DE | AT29 (1 Wo.)AT | CH35 (1 Wo.)CH | Erstveröffentlichung: 10. Juni 2022                                  |

## Bibliografie
Die Band hat mehrere Liederbücher veröffentlicht:
- 2004: Liederbuch I – Eine Liederauswahl (86 Seiten)
- 2006: Liederbuch II – Mit Leib und Seele (176 Seiten)
- 2008: 10 Jahre Schandmaul (144 Seiten)
- 2011: Traumtänzer – Songbuch (80 Seiten)
- 2014: Das Songbook (254 Seiten)

## Auszeichnungen
- 2000: Deutscher Folkförderpreis
- 2007: Bayerischer Rockpreis PICK UP
- 2009: Nominiert für den ECHO Pop (Gruppe National – Rock/Alternative)
- 2014: Nominiert für den ECHO Pop (Gruppe National – Rock/Alternative)
- 2017: Nominiert für den ECHO Pop (Rock National)

## Trivia
- Der Song „Vogelfrei“ gehört zum Soundtrack des 2002 erschienenen Echtzeitstrategiespiels „Robin Hood – Die Legende von Sherwood“. Die Band hat das Lied eigens für das Spiel komponiert.

- Die Band steuerte 2006 den Song „Magda Treadgolds Märchen“ zum Neil-Gaiman-Tributealbum Where’s Neil When You Need Him bei. Der Song behandelt eine Episode der Sandman-Comics von Neil Gaiman.

- Seit 2006 hat die Band das Deutsche Zentrum für Musiktherapie der Fachhochschule Heidelberg mehrere Jahre unterstützt. Die Band stellte auf ihrer Website Klingeltöne zum Download bereit. Den ersten Erlös der Aktion spendete die Band für Patienten, die sich keine Therapie leisten können. Am 22. September 2007 spielte Schandmaul zusammen mit der Band Letzte Instanz und dem Sänger Eric Fish von Subway to Sally ein Benefizkonzert in Heidelberg.

- Das Booklet des Albums Anderswelt wurde einschließlich eines beigelegten Posters vom Münchener Kunstmaler Thomas von Kummant illustriert.

- Auf der Anderswelt-Tour 2008 wurde bei einigen Konzerten zu Beginn das von Hans Paetsch gesprochene Intro der Hörspielreihe Gabriel Burns eingespielt.

- In den Liedern „Der junge Sigfrid“ vom Album Von Spitzbuben und anderen Halunken, „Drachentöter“ von Wie Pech und Schwefel und „Krieger“ vom Album Anderswelt nimmt sich die Band des Stoffes der Nibelungensage an. Auf dem CD/DVD Album Sinnfonie werden alle drei Songs als „Drachenmedley“ zusammengeführt. Auf dem Best-of-Album So weit – So gut sind die drei Songs zum Titel „Sigfrid Trilogie“ zusammengefasst. Der Song „Baum des Lebens“ vom Album Unendlich handelt von der Geschichte der Eltern Sigfrids.

- Auf dem 2011 erschienenen Album Traumtänzer hat das Lied „Geas Traum“ Bezug auf den Roman Infinity von Wolfgang Hohlbein (erschien im Februar 2011). Das dazugehörige Musikvideo, welches das erste von Schandmaul ist, enthält als Intro eine von Hohlbein gesprochene Passage aus dem Buch.

- Das Lied „Bis zum Morgengrauen“ handelt, ähnlich dem gleichnamigen Buch, von einer Liebe zwischen Vampir und Mensch.

- Seit 2011 unterstützt die Band die Wasserinitiative Viva con Agua. Zu diesem Zweck hat sie u. a. am 2. Juni 2011 ein Benefizfußballspiel ihres Teams „1. SC Handmaul“ gegen ein Allstar-Team von Viva Con Agua organisiert, bei dem für den 1. SC Handmaul u. a. Mitglieder von Schandmaul, den Sportfreunden Stiller, den Killerpilzen, LaBrassBanda, Fiddlers Green und In Extremo spielten.

- In der Total Conversion zum Computerspiel The Elder Scrolls IV: Oblivion, Nehrim – Am Rande des Schicksals, kann man Plakate der Band in der ganzen Welt verstreut finden. Sie haben sogar einen Auftritt mit dem Song „Leb!“ im Theater der Stadt Erothin.

- Schandmaul waren 2012 mit dem Song „Ritterfest“ auf der Benefiz-CD Der Süden rockt! zugunsten des Vereins zur Förderung krebskranker und körperbehinderter Kinder Ostbayern e. V. vertreten; auf der CD präsentieren bayerische Musiker und Kabarettisten Donikkl-Songs in eigenen Interpretationen.

- Im Jahr 2012 hatte Schandmaul einen kurzen Gastauftritt in der zehnten und letzten Folge der Hörspielreihe Dragonbound. Sie werden dort als Live-Band angekündigt und steuern ihren Titel „Dein Anblick“ bei.

- Von 2012 bis 2014 arbeitete Schandmaul mit Ally Storch zusammen, die bei den Konzerten 2012 Anna Katharina Kränzlein während deren Schwangerschaft vertreten hat. 2013 trat sie mit Schandmaul bei den Akustikkonzerten, insbesondere beim Jubiläumskonzert im Kölner Tanzbrunnen, auf. 2014 sollte sie erneut die Schwangerschaftsvertretung für Anna Katharina Kränzlein übernehmen. Nach den ersten drei Konzerten fiel sie jedoch ebenfalls schwangerschaftsbedingt aus und wurde während der restlichen Tournee ihrerseits von Tobias „Tobi“ Heindl von Fiddler’s Green vertreten, der schon bei mehreren Konzerten im Jahr 2012 für Anna Katharina Kränzlein eingesprungen war.

- Im Jahr 2012 wurde Birgit Muggenthaler-Schmack während ihrer Schwangerschaft bei Schandmaul-Konzerten von der Dudelsackspielerin Kristina Künzel sowie von Benedikt Dreher (Zwielicht) an den Flöten und Pfeifen vertreten.

- Thomas Lindner und Martin Duckstein lieferten 2013 das Titel-Thema zur Dark-Future-Hörspielserie „HumAnemy“ vom Hörspiel-Label Lindenblatt Records und wirken dort auch als Sprecher mit. Der Sänger hat mit „Lennart, das Chamäleon“ eine Hauptrolle inne. Der Gitarrist ist nur in der ersten Folge zu hören.[7] Gründer und Inhaber von Lindenblatt Records ist Stefan Lindner, der Bruder des Schandmaul-Sängers Thomas Lindner.

- Die CD So weit – So gut bzw. die erste CD der gleichnamigen Doppel-CD enthält neben drei neuen Titeln ausnahmslos Neueinspielungen älterer Titel der Band.

- Das Lied „Saphira“ aus dem Album Unendlich bezieht sich auf die Eragon-Romane von Christopher Paolini.

- Am 26. Juli 2014 führte die Band zusammen mit der Initiative sunshine4kids auf der Travemünder Woche ein Musical mit vielen Schandmaulsongs auf. Eine zweite Aufführung des Musicals fand am 30. April 2016 in Sprockhövel statt.

- Thomas Lindner führt als Erzähler durch die Geschichte zwischen den elf Liedern auf dem 2014 erschienenen Album Der Punch der Münchner Band apRon.

- Auf der Hörspiel-CD des Albums Schandmäulchens Abenteuer werden alle männlichen Stimmen von Thomas Lindner gesprochen und alle weiblichen Stimmen von der Angelina Jolie-Synchronsprecherin Claudia Urbschat-Mingues, die zudem die Begrüßungsformel der Tagesschau spricht.

- Zu dem im Jahr 2015 in die Kinos gekommenen und anschließend als DVD/Blu-ray veröffentlichten Film Mara und der Feuerbringer hat Schandmaul vier Songs zum Soundtrack beigesteuert. Hierbei haben sie mit dem Filmorchester Babelsberg sowie mit dem als Gastsänger mitwirkenden Regisseur des Films, Tommy Krappweis, zusammengearbeitet.

- Seit 2015 ist ein Schandmaul-Met erhältlich, dessen sechs Geschmacksrichtungen nach Schandmaul-Liedern benannt sind.

- Bassist Matthias Richter nahm am 28. Mai 2015 an einer Folge der VOX-Reihe Das perfekte Promi-Dinner teil.

- Die Mittelalter-Rock-Band Feuerschwanz hat das Schandmaul-Lied Herren der Winde mit verändertem Text gecovert und insgesamt dreimal veröffentlicht, nämlich auf ihrem Debütalbum Prima nocte (2005), dem Live-Album Drachentanz Live (2008) und schließlich auf der Live-DVD 10 Jahre Feuerschwanz live (2015), bei der Thomas Lindner mitwirkt und den Original-Text singt.

- 2016 gab Sonic Seducer die limitierte Schandmaul Chronik heraus. Darin befinden sich überarbeitete im Magazin Sonic Seducer während des Bestehens der Band erschienene Artikel über die Band sowie neues Fotomaterial.

- Am 31. Dezember 2016 strahlte der Fernsehsender KiKA zwei Folgen der Bernd-das-Brot-Serie Bernd Channel mit dem Untertitel Singt das Brot! aus, in denen Schandmaul einen Gastauftritt hat. In der Folge 6 Singt das Brot! – Ich sage Nein trifft sich Bernd mit Schandmaul und singt mit der Band zusammen den Song Ich sage Nein.

- Am 27. Mai 2017 trat Schandmaul beim Deutschen Evangelischen Kirchentag 2017 in Berlin vor dem Brandenburger Tor auf. Es war das erste Konzert der Band nach einer halbjährigen Konzertpause; das letzte Konzert vor der Pause fand ebenfalls in Berlin statt.

- Am 19. Juli 2017 veranstaltete Schandmaul zusammen mit Versengold und Mr. Hurley & Die Pulveraffen ein Live-Streaming Konzert, bei der jede Band jeweils einen Song der anderen beiden coverte.

- Das Cover des Albums Artus wurde vom Schandmaul-Sänger Thomas Lindner gestaltet.